# Jéroboam (bouteille)
Pour les articles homonymes, voir Jéroboam.

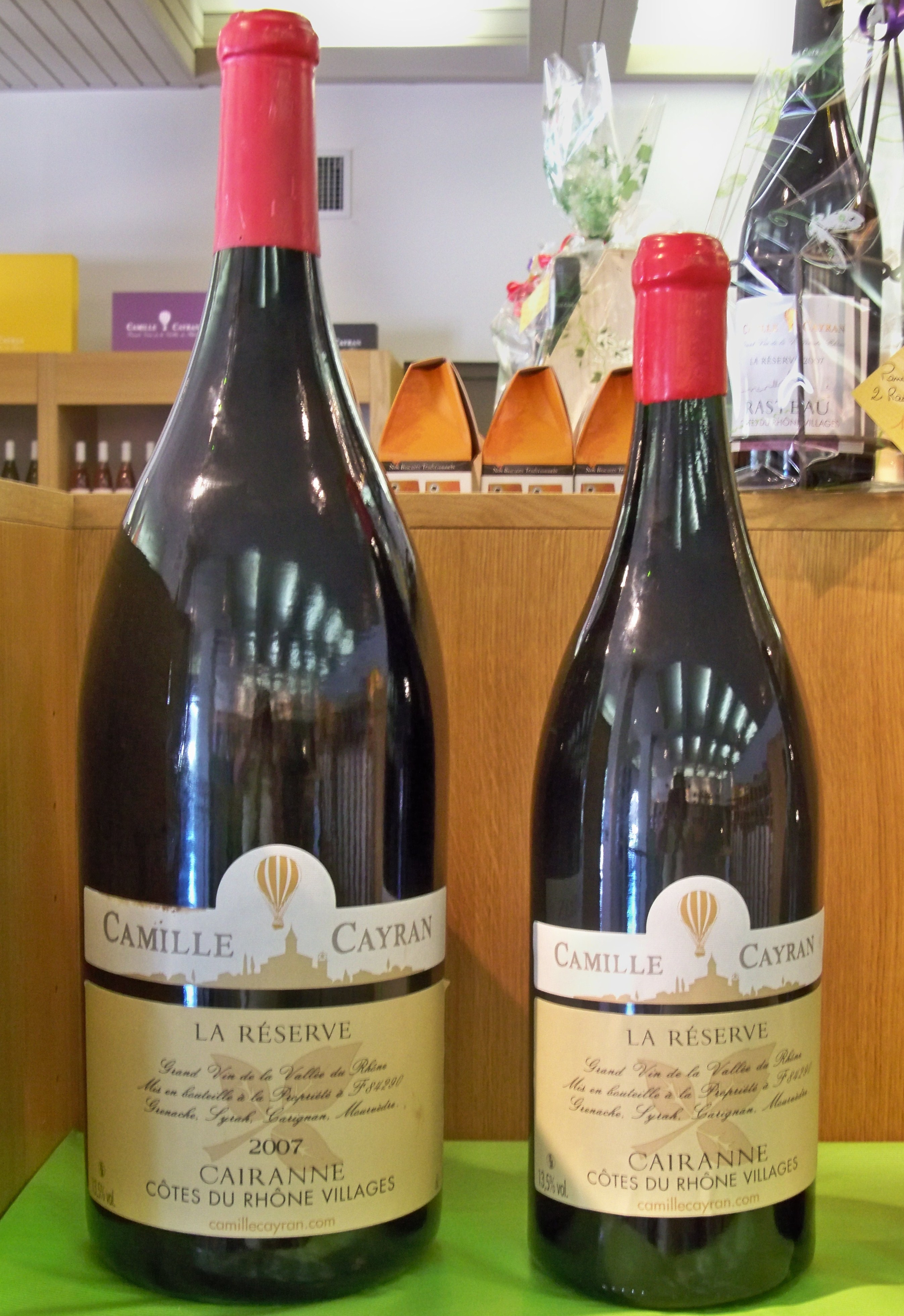
Jéroboam comparé à un magnum
Cuvée Camille Cayran de la cave de Cairanne.

Le jéroboam est une bouteille en verre conçue pour contenir, suivant les régions de production, l'équivalent de quatre, ou bien de six et deux tiers bouteilles de 75 cL (soit 3 L ; ou bien 5 L, proche du réhoboam de 4,5 L).
Dans le Bordelais, on nomme jéroboams les bouteilles d'une contenance de cinq litres. En Champagne et en Bourgogne, le jéroboam n'en contient que trois. Dans ce dernier cas, on pourra aussi le nommer double magnum.

## Historique
Ce nom vient de deux rois d'Israël, Jéroboam Ier et Jéroboam II, qui régnèrent au premier millénaire avant Jésus-Christ.
Pierre Mitchell, l'industriel de la verrerie royale de Bordeaux, est le créateur du Jéroboam, ainsi nommé par les Bordelais en 1725.

## Fabrication
Longtemps, la fabrication d'une bouteille de ce volume fut la spécialité des verriers italiens. Depuis les années 1990, ce marché est partagé entre Verallia (anciennement filiale de Saint-Gobain) et Saverglass qui ont installé leurs unités de fabrication à Oiry et à Feuquières.
Lors de la première cuisson, cette bouteille subit d'énormes tensions entre sa partie intérieure et sa partie extérieure. Pour les éliminer, elle subit d'abord une seconde cuisson puis chaque flacon est testé individuellement.
De plus, il y a encore de nos jours régulièrement quelques modifications sur les capsules de champagne provenant de jéroboams, les rendant particulières à ce format de bouteille et donc les différenciant de celles des bouteilles classiques.